# Christine Adjahi Gnimagnon
Christine Adjahi Gnimagnon (* 1945 in Zounzonmey) ist eine beninische Autorin.

## Leben
Adjahi Gnimagnon wurde in Zounzonmey geboren, einem zu Abomey gehörigen Dorf im Departement Zou. Nach ihrer Schulzeit in ihrem Heimatland setzte sie ihre Ausbildung mit einem Studium im Senegal fort, dem sich ab 1969 eine Promotion in Frankreich anschloss. Sie trat später eine Stelle im französischen Schulsystem an und sammelte dabei Erfahrungen im Geschichtenerzählen, die im weiteren Verlauf zu ihrer Tätigkeit als Autorin führten. Ihr Debütroman Do Massé erschien dann 2002 bei dem Pariser Verlag L’Harmattan.

## Werke (Auswahl)
- Do Massé, L’Harmattan, Paris 2002, ISBN 2-7475-3351-4
- Le Forgeron magicien, L’Harmattan, Paris 2008, ISBN 978-2296049765.